# Semi Ojeleye
Jesusemilore Talodabijesu „Semi” Ojeleye (ur. 5 grudnia 1994 w Overland Park) – amerykański koszykarz, występujący na pozycji niskiego skrzydłowego.
W 2013 został uznany za najlepszego zawodnika roku amerykańskich szkół średnich stanu Kansas (Kansas Gatorade Player of the Year, 
Parade Player of the Year).
6 sierpnia 2021 dołączył do Milwaukee Bucks. 10 lutego 2022 trafił w wyniku wymiany do Los Angeles Clippers. 26 marca 2022 został zwolniony.

## Osiągnięcia
Stan na 29 marca 2022, na podstawie, o ile nie zaznaczono inaczej.
NCAA
- Mistrz NCAA (2015)
- Uczestnik turnieju NCAA (2014, 2015, 2017)
- Mistrz:
  - turnieju konferencji American (2017)
  - sezonu zasadniczego konferencji American (2017)
- Zawodnik roku konferencji AAC (2017)[8]
- MVP turnieju AAC (2017)
- Zaliczony do:
  - I składu:
    - ACC (2017)
    - turnieju 2K Sports Classic (2017)

  - II składu Academic All-American (2017)
  - składu honorable mention All-American (2017 przez Associated Press)